# Legio Campana

Die Region Kampanien, aus der sich die Legio Campana und auch das Söldnerheer der Mamertiner rekrutierte.

Die legio Campana war ein von der kampanischen Stadt Capua aufgrund ihres Status als Municipium aufzustellendes militärisches Teilkontingent des römischen Bundesheeres, das wegen des Pyrrhoskriegs durch die Römische Republik aufgeboten war. Die Einheit setzte sich vornehmlich aus der Jungmannschaft (Iuventus) der Stadt Capua und aus der Region Kampanien zusammen. Den Oberbefehl über das Bundesheer und somit auch die Befehlsgewalt über die kampanische Legion führte der römische Konsul aus. Der Name legio Campana wird nur in einer Inhaltsangabe bei Titus Livius überliefert. Orosius nennt sie legio octava.

## Hintergrund
Neben den griechischen Siedlungen Thurioi und Lokroi ersuchte die Stadt Rhegion die Römer um Schutz vor Pyrrhos I. und um Beistand vor möglichen Interventionsambitionen seitens der Karthager. Durch den Konsul Publius Valerius Laevinus wurde, wahrscheinlich um 282 v. Chr., die kampanische Legion als Schutzmacht und damit als Garant zur Wahrung römischer Interessen, auch gegenüber dem damaligen Verbündeten Karthago, in die Stadt gelegt. Wider Erwarten wurde die Stadt Rhegion zunächst jedoch nicht zum Ziel der Kriegshandlungen.

## Rhegion

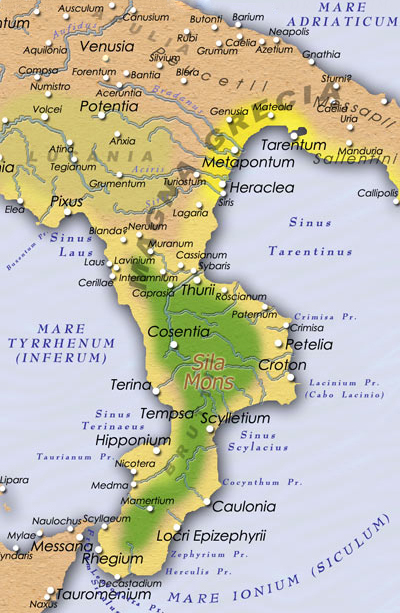
Die süditalische Region Kalabrien um 280 v. Chr., welche die kampanische Legion von der Küstenstadt Rhegium (Rhegion) aus zum großen Teil kontrollierte. Die nordöstliche Küstenstadt Messana auf Sizilien war von den alliierten Mamertinern besetzt.

Polybios und andere berichten, dass sich der Befehlshaber Decius Vibellius aus Habgier der Stadt um 280 v. Chr. bemächtigte. Die Nobilität von Rhegion wurde bei einem Gastmahl und die wehrfähige männliche Einwohnerschaft im Anschluss niedergemacht. Die Überlebenden sowie deren Besitz wurden als Beute unter die Einheit verteilt. Das Vorgehen soll der Kommandant gegenüber seinen Untergebenen im Vorfeld durch fingierte Korrespondenz zwischen den Stadtoberhäuptern und Pyrrhos, welche die Übergabe der Stadt und die Auslieferung der Besatzung an diesen zum Inhalt hatte, legitimiert und damit etwaige Bedenken zerstreut haben. Dieser Vorwand wurde wahrscheinlich nicht hinterfragt, da es in der jüngeren Vergangenheit bereits zu derartigen Vorfällen in anderen griechischen Städten mit römischen Besatzungen gekommen war. Der Verlauf des Pyrrhoskriegs nahm die ganze Aufmerksamkeit Roms in Anspruch. Die Aufständischen mussten daher ein zeitiges Eingreifen der Römer nicht befürchten.
Somit von Rom unbehelligt, hatte sich im Zeitraum von einem Jahrzehnt ein autarkes Regime etabliert. Es wurde ein Bündnis mit den Mamertinern eingegangen, um kooperativ Kriege gegen benachbarte Städte in der Region Kalabrien zu führen. Das aus Kampanien stammende Söldnerheer hatte sich 288 v. Chr. der Stadt  Messana auf Sizilien bemächtigt. Sie waren dabei in ähnlicher Weise wie ihre Landsleute später in Rhegion vorgegangen.
Nach der älteren Quellenlage bei Polybios war eine zeitnahe Entsetzung der Stadt Rhegion durch die Römer nicht möglich, da deren Streitkräfte aufgrund der Kriegsereignisse gebunden waren. Aus Zonaras hingegen geht hervor, dass Rom diese Entwicklung zunächst tolerierte. Es war eine Tatsache, dass die Mamertiner in Messana in einem engen Bündnis mit der Besatzung von Rhegion standen und durch ihre gemeinsamen militärischen Aktionen Pyrrhos erfolgreich davon abhielten, sich in dieser Region festzusetzen. Erst als die Stadt Kroton nach dem Ende des Pyrrhoskriegs durch die Kampaner eingenommen und zerstört wurde, sah sich der römische Senat veranlasst, konsequent gegen die Besatzer von Rhegion vorzugehen.
In der Folge wurde Rhegion um 271 v. Chr. unter dem Konsul Lucius Genucius Clepsina belagert. Nach langanhaltenden Kämpfen, die mit Unterstützung von Hieron II. von Syrakus geführt wurden, gelang es dem späteren Konsul Gaius Genucius Clepsina, die Stadt 270 v. Chr. einzunehmen und die Bewohner sowie Rückkehrer in ihre ursprünglichen Rechte zu setzen.
In Rhegion wurde der Anteil gefangener Söldner hingerichtet, der sich vermutlich aus verbündeten Marmertinern rekrutiert und nicht der Legio Campana angehört hatte. Die Soldaten der kampanischen Legion wurden nach Rom verbracht, wo sie nach dem für das römische Militär geltende Gewohnheitsrecht zum Tod durch das Beil verurteilt wurden. Auf dem Forum Romanum wurden die Abgeurteilten, trotz Berufung auf das Provokationsrecht, öffentlich gegeißelt und enthauptet. Ein Protest der Volkstribunen, die den Rechtsschutz umgangen sahen, wurde abgewiesen. Die Anzahl der an sechs Tagen gerichteten Legionäre und Offiziere wird mit 300 Mann angegeben.
Die von Titus Livius überlieferte Anzahl von 4000 Delinquenten, die in Rom exekutiert sein sollen, muss im Kontext mit einem Aufruhr römischer Soldaten im zweiten punischen Krieg und einer Ansprache des Scipio an diese betrachtet werden. Der Feldherr zeigt hier bewusst den Betroffenen aus einem ähnlichen, zurückliegenden Ereignis, die zu erwartende Härte und das mögliche Ausmaß der Bestrafung auf.

## Decius Vibellius

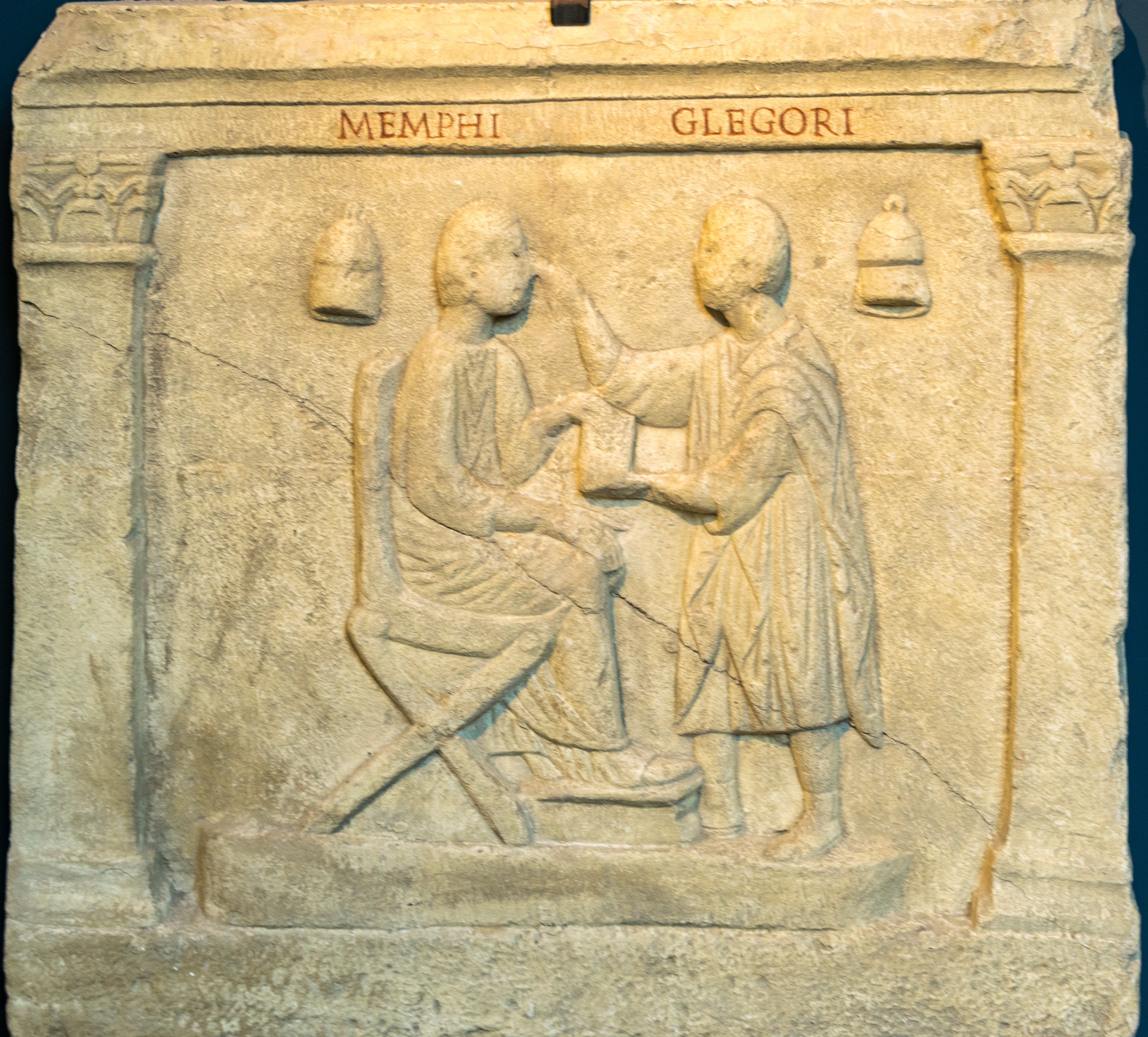
Römische Darstellung einer ärztlichen Augenbehandlung nach einem griechischen Vorbild.

Die Führung der Legio Campana war Decius Vibellius anvertraut. Dieser Ritter stammte aus einem Adelsgeschlecht, das wahrscheinlich in Capua angesiedelt war. Diodor berichtet, dass der ehemalige Befehlshaber der Legio Campana bei der Einnahme der Stadt durch die Römer nicht mehr zugegen gewesen war. Demnach soll Decius Vibellius Rhegion vor geraumer Zeit, aufgrund einer gegen ihn gerichteten Rebellion, verlassen und seine Residenz in der verbündeten Stadt Messana genommen haben. Eine Augenkrankheit soll ihn veranlasst haben, ärztliche Hilfe in Anspruch zu nehmen. Nichtwissend, dass er von einem aus Rhegion gebürtigen Arzt behandelt wurde, erduldete er arglos eine äußerst schmerzhafte Therapie. Der Heiler hatte ihm vermutlich aus Rache eine stark reizende Tinktur in die Augen gegeben, durch die Decius Vibellius erblindete.
Nach Einnahme der Stadt Rhegion durch die Römer wurde Decius Vibellius von den Mamertinern ausgeliefert, um in Rom gerichtet zu werden. Im Gewahrsam entzog er sich seiner Bestrafung durch Selbstmord.

## Die Legio Campana in der Geschichtsschreibung

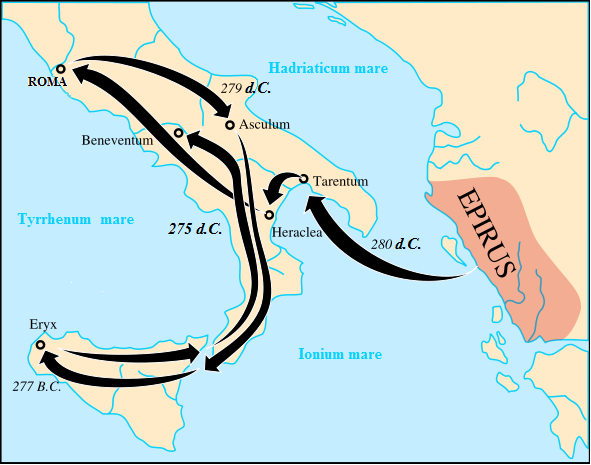
Der Weg des Pyrrhos von Epirus während seines Feldzuges in Süditalien und Sizilien.

Die Größe der Legio Campana wird von Polybios in Legionsstärke, mit etwa 4000 Kombattanten, angegeben.
Dionysios von Halikarnassos spricht von zwei Besatzungen und beziffert die erste Belegung der Stadt Rhegion mit 1200 Soldaten, die sich aus 800 Kampanern und 400 Sidicinern zusammengesetzt habe. Die zweite Bemannung erfolgte dann in der Stärke einer Legion von 4500 Mann, nachdem die erste Truppe die Stadt unterworfen und die Bevölkerung ermordet oder vertrieben hatte. Durch den Konsul Gaius Fabricius Luscinus soll Rhegion vermutlich um 278 v. Chr. entsetzt und die Rädelsführer ihrer Bestrafung zugeführt worden sein. Dem Beispiel ihrer Vorgänger folgend, bemächtigte sich auch die nachfolgende Garnison der Stadt und machte damit einen zweiten Feldzug gegen Rhegion notwendig.
Bruno Bleckmann hält es in seiner Abhandlung aus dem Jahr 1999 für möglich, dass es sich bei der in den Quellen genannten Legio Campana tatsächlich um eine autarke, von Rom unabhängige Söldnertruppe gehandelt haben könnte. Das aus Kampanien stammende Söldnerheer wurde angeworben, um das griechische Rhegion vor den Übergriffen der Bruttier zu schützen. Dieser süditalische Volksstamm war mit Pyrrhos verbündet und hatte im frühen 3. Jahrhundert v. Chr. einige der griechischen Städte an den Küsten bereits erobert. Die im Sold der Stadt Rhegion stehende Besatzung nutzte die folgenden Kriegswirren aus, um sich an den Einwohnern zu vergehen und auszubeuten.
In einem späteren Werk führt der Althistoriker aufgrund der Quellenlage weiter aus, dass der Rechtsstatus der sogenannten Kampaner für den befehlshabenden Konsul vor Ort wahrscheinlich nicht gänzlich zweifelsfrei zu bestimmen war, um eine sofortige Hinrichtung legal durchführen zu können. Die auf Seite der Kampaner kämpfenden Mamertiner hingegen wurden vorbehaltlos nach ihrer Gefangennahme zeitnah exekutiert. Die Angehörigen der sogenannten Legio Campana wurden vom Feldherrn zur formaljuristischen Klärung und Aburteilung nach Rom sistiert. Insbesondere der Volkstribun Marcus Fulvius Flaccus  soll hier das Rechtsmittel der Provokation für den bereits faktisch zum Tod verurteilten Personenkreis beantragt haben, da es sich nach seiner Auslegung um ehemalige privilegierte Bundesgenossen handelte. Damit sollte eine Verhandlung vor der Volksversammlung ermöglicht werden, um das vom Magistrat beschlossene Todesurteil hinsichtlich der Gesetzmäßigkeit anzufechten oder zu bestätigen. Der römische Senat habe diesen Rechtsweg kassiert, da die Kampaner nicht die formalrechtliche Voraussetzung erfüllten, weil sie entweder nie im Besitz- oder durch ihre Handlungen des notwendigen Bürgerrechts verlustig gegangen waren.
Unabhängig von dem möglicherweise damals in der Diskussion gestandenen Rechtsstatus der kampanischen Rheginer zog Rom aus der eigenmächtigen Übernahme der Stadt durch die entweder angeworbenen Söldner oder ursprünglich regulär eingesetzten Kombattanten den strategischen Vorteil, dass die gegründete Allianz zwischen den benachbarten Mamertinern auf Sizilien und deren Landsleuten in Rhegion Pyrrhos erheblich in seinen militärischen Möglichkeiten einschränkte. Nach seinem Rückzug aus Italien und mit dem Fall von Tarent konnte Rom unangefochten die Kontrolle über das italische Festland ausüben. Es nahm sich nun der Stadt Rhegion an, da sich das dortige Regime zu einer Regionalmacht entwickelt hatte, die den Interessen Roms empfindlich entgegenwirkte.